# Formica capito
Formica capito é uma espécie de formiga do gênero Formica, pertencente à subfamília Formicinae.